# 典厩寺
典厩寺（てんきゅうじ）は長野県長野市篠ノ井杵淵にある曹洞宗の寺院である。山号は松操山（しょうぞうさん）。川中島の戦いで討ち死にした武田信繁の墓がある。

## 概要
かつては瑠璃光山鶴巣寺と号して薬師如来を本尊としていた。
1561年（永禄4年）の川中島の戦いで、武田信玄の弟・武田信繁が当地八幡原で討死したことに因み、合戦から60年後、松代藩主真田信之が信繁の官職「左馬助（さまのすけ）」の唐名「典厩」から寺号を典厩寺と改めて菩提を弔った。本堂の左手には自然石の墓があり、落命した甲越両軍戦死者の弔魂碑もある。信繁は討死して上杉方に首級を取られたものの、信繁の家臣らが追撃して取り返したが、首級は領地であった小諸に持ち帰ったため、当寺の墓は胴体だけと伝えられる。
また墓の脇に佇む小さな供養塔は信之が幕府に遠慮して密かに弔った真田信繁の供養塔であると伝えられてる。
本堂の前には閻魔堂があり、川中島合戦後300年を記念して造られた閻魔大王像は日本一大きいとされる（2丈（約6m）もあり、東洋一大きいと紹介する書籍もある）。境内の川中島合戦記念館（1966年（昭和41年）4月完成）では、寺宝60余点を収蔵展示している。

## 交通アクセス
- 北陸新幹線長野駅より川中島バスで「水沢典厩寺」下車、徒歩8分。
- 上信越自動車道長野インターチェンジより車で3分。